# Ізабела Мерсед
Ізабела Йоланда Монер (англ. Isabela Yolanda Moner; нар. 10 липня 2001, Клівленд, штат Огайо, США), більш відома як Ізабела Мерсед (англ. Isabela Merced) — американська акторка та співачка. Найвідоміша за роллю Сі-Джей в телесеріалі «100 кроків: Встигнути до старших класів».

## Раннє життя
Ізабела Мерсед народилася в Клівленді, штат Огайо. Дочка Катерін, народженої в Лімі, Перу та Патріка Монер, народженого в Луїзіані. Іспанська була її першою мовою, і вона відчувала труднощі з англійською, коли тільки почала вчитися в початковій школі, додавши, що вважає себе більше перуанкою, ніж американкою. У 15 років вступила в коледж.

## Кар'єра
Мерсед хотіла стати акторкою з раннього віку, надихнувшись фільмами за участю Ширлі Темпл і Джуді Гарленд, і почала грати в місцевому публічному театрі у 6 років. У 10 років дебютувала на Бродвеї в мюзиклі «Евіта», де співала іспанською разом з Рікі Мартіном. У вересні 2015 року на лейблі Broadway Recordsuken вона випустила альбом Stopping Time.
Першою роллю Мерсед на телебаченні стала головна роль Сі Джей Мартін в телесеріалі Nickelodeon «100 кроків: Встигнути до старших класів», що транслювався з 2014 по 2016 роки. Також з 2014 по 2017 роки озвучувала Кейт освітньому мультсеріалі «Дора і друзі в місті», спінофі мультсеріалу «Дора-мандрівниця». 2015 року з'явилася в ролі Лорі Коллінз у фільмі Nickelodeon «Розщеплення Адама». Отримала роль Седі в іншому фільмі Nickelodeon 2016 року «Легенди загубленого храму». У травні 2016 року знялася у фільмі «Трансформери: Останній лицар», що вийшов в червні 2017 року. Озвучила Гезер в мультфільмі «Реальна білка 2», що вийшов 11 серпня того ж 2017 року.
У 2018 році виконала головну роль дочки голови наркокартелю у фільмі «Вбивця 2: Проти всіх». У тому ж році виконала роль Ліззі, прийомної дочки героїв Марка Уолберга і Роуз Бірн в комедійному фільмі «Сім'я по-швидкому». 2019 року зіграла головну роль у фільмі «Дора і загублене місто», екранізації мультсеріалу «Дора-мандрівниця». У січні того ж року пройшла кастинг в акторський склад майбутньої різдвяної комедії «Let It Snow». Також гратиме з Джейсоном Момоа у фільмі Netflix «Мила дівчина».
14 жовтня 2019 року Мерсед у своєму в Instagram оголосила шанувальникам, що вирішила змінити ім'я на Ізабелу Мерсед в пам'ять про свою покійну бабусю, з якою ніколи не бачилась. Пізніше Мерсед пояснила, що юридично не змінювала своє прізвище, сказавши, що це «просто сценічне ім'я, але воно має глибший зміст». 
Її перший сингл Papi вийшов 25 жовтня 2019 року, а потім музичне відео — 6 листопада 2019 року. 22 травня 2020 року Мерсед випустила дебютний EP, the better half of me.

## Фільмографія
| Рік  | Назва                                   | Роль                        | Примітки                 |
| ---- | --------------------------------------- | --------------------------- | ------------------------ |
| 2013 | Будинок, який побудував Джек            | маленька Надя               |                          |
| 2016 | Середня школа: найгірші роки мого життя | Джин Галлета                |                          |
| 2017 | Трансформери: Останній лицар            | Ізабелла                    |                          |
| 2017 | Реальна білка 2                         | Гезер                       | Озвучка                  |
| 2017 | Kingdom Hearts χ Back Cover             | Ава                         | Відеогра; озвучка        |
| 2018 | Вбивця 2: Проти всіх                    | Ізабела Реєс                |                          |
| 2018 | Сім'я по-швидкому                       | Ліззі                       |                          |
| 2019 | Дора і загублене місто                  | Дора                        |                          |
| 2019 | Let It Snow                             | Джулі                       | під ім'ям Ізабела Мерсед |
| 2021 | Мила дівчина                            | Рейчел Купер                |                          |
| 2023 | Черепахи аж до низу                     | Аза Голмс                   |                          |
| 2023 | Переліт                                 | Кім                         | Озвучка                  |
| 2024 | Мадам Павутина                          | Аня Коразон / Дівчина-павук |                          |
| 2024 | Чужий: Ромул                            | Кей                         |                          |
| 2025 | Супермен: Спадщина                      | Дівчина-яструб              |                          |

| Рік       | Назва                                   | Роль              | Примітки                        |
| --------- | --------------------------------------- | ----------------- | ------------------------------- |
| 2014      | Путівник по сімейному житті             | Дженні            | Повторювана роль, 7 епізодів    |
| 2014-2017 | Дора і друзі в місті                    | Кейт              | Головна роль, озвучка           |
| 2014-2016 | 100 кроків: Встигнути до старших класів | Сі Джей Мартін    | Головна роль                    |
| 2015      | Розщеплення Адама                       | Лорі Коллінз      | Телефільм                       |
| 2016      | Легенди загубленого храму               | Седі              | Телефільм                       |
| 2019      | Дивовижна гонка Канади                  | В ролі самої себе | Епізод: «Clamageddon Continues» |

## Нагороди та номінації
| Рік  | Нагорода                 | Номінація                                        | Номінована робота                       | Результат | Джерела |
| ---- | ------------------------ | ------------------------------------------------ | --------------------------------------- | --------- | ------- |
| 2015 | Imagen Awards            | Краща молода акторка — Телебачення               | 100 кроків: Встигнути до старших класів | Номінація | [ 34 ]  |
| 2016 | Imagen Awards            | Краща молода акторка — Телебачення               | 100 кроків: Встигнути до старших класів | Перемога  | [ 35 ]  |
| 2017 | Teen Choice Award        | Choice Summer Movie Actress                      | Трансформери: Останній лицар            | Номінація | [ 36 ]  |
| 2017 | CinemaCon Award          | Висхідна зірка року                              | Вона сама                               | Перемога  | [ 37 ]  |
| 2017 | Young Entertainers Award | Кращий молодий акторський склад — Художній фільм | Середня школа: найгірші роки мого життя | Номінація | [ 38 ]  |
| 2019 | Young Entertainers Award | Краща ведуча молода акторка                      | Сім'я по-швидкому                       | Перемога  | [ 39 ]  |
| 2019 | Imagen Awards            | Краща акторка — Художній фільм                   | Сім'я по-швидкому                       | Перемога  | [ 40 ]  |